# Seiches-sur-le-Loir
Seiches-sur-le-Loir är en kommun i departementet Maine-et-Loire i regionen Pays de la Loire i nordvästra Frankrike. Kommunen ligger i kantonen Seiches-sur-le-Loir som tillhör arrondissementet Angers. År 2022 hade Seiches-sur-le-Loir 2 853 invånare.

## Befolkningsutveckling
Antalet invånare i kommunen Seiches-sur-le-Loir
| Referens: INSEE |